# Reinhalteordnung
Die Reinhalteordnung war ein wasserrechtliches Planungsinstrument nach § 27 WHG alter Fassung zum Zweck der Erhaltung oder Verbesserung der Gewässergüte.
Durch den Erlass einer Reinhalteordnung konnte verboten werden, dass oberirdischen Gewässern bestimmte Stoffe zugeführt wurden, und vorgeschrieben werden, dass zugeführte Stoffe bestimmten Mindestanforderungen genügen müssen, oder sonstige für die Wasserbeschaffenheit nachteilige Einwirkungen verboten werden.
Das Instrument der Reinhalteordnung ist durch die Umsetzung der Wasserrahmenrichtlinie durch eine Änderung des Wasserhaushaltsgesetzes im Jahr 2002 obsolet geworden und aus dem Gesetz gestrichen worden.